# The Princess Switch
The Princess Switch (De prinsessenwissel) is een Amerikaanse romantische kerstcomedy uit 2018 geregisseerd door Michael Rohl met een scenario van Robin Bernheim en Megan Metzger. De hoofdrollen worden gespeeld door Vanessa Hudgens en Sam Palladio.
De film is gelanceerd op 16 november 2018, door Netflix.

## Verhaal
Leeswaarschuwing: Onderstaande tekst bevat details over de inhoud en/of de afloop van het verhaal.
Stacy De Novo is een jonge banketbakker die een eigen snoepwinkel in Chicago runt met haar medewerker en beste vriend Kevin. Kevin heeft een dochter genaamd Olivia, die is geboren uit een mislukt huwelijk dat Kevin had met een andere vrouw. Stacy is erg neurotisch sinds ze haar relatie met Paul, haar ex, heeft beëindigd
Een week voor Kerstmis, ontdekt Stacy dat Kevin hun bedrijf heeft ingeschreven voor 's werelds meest prestigieuze gebakwedstrijd in het Koninkrijk Belgravia. Hoewel aanvankelijk terughoudend, is Stacy het hiermee eens en samen met Kevin en Olivia (de dochter van Kevin) vertrekt ze naar Belgravia; hier ontmoeten de drie een kerstsokkenverkoper, die Stacy heel bekend voorkomt die Stacy adviseert het leven lichter te leven.
Na het regelen van de bagage in hun prachtige huis, arriveren Stacy en Kevin in de televisiestudio's waar de wedstrijd zal plaatsvinden waar Stacy onmiddellijk botst met Brianna, voormalig winnaar van de wedstrijd die al het mogelijke zal doen om de overwinning van Stacy te voorkomen; de verschillen beginnen vanaf het moment dat Brianna op het schort van Stacy morst, maar dit laatste evenement zal Stacy samen met Lady Margaret van Montenaro brengen, hertogin en toekomstige bruid van prins Edward. De hertogin en Stacy merken op dat ze volkomen identiek zijn en op verzoek van de toekomstige prinses, ruilen de twee meisjes 2 dagen van rol en keren dan terug naar hun leven voor de bruiloft en de competitie.
Naarmate de dagen verstrijken past Stacy zich aan het hofleven aan en begint verliefd te worden en de formele prins Edward te veranderen, terwijl Margaret verliefd wordt op Kevin en begrijpt dat ze houdt van het gewone leven.
De grote dag arriveert, de koningin ontdekt de waarheid over de uitwisseling. De butler Frank heeft Stacy, die zich voor de koning, koningin, prins Edward en de hofhouding voordoet als Lady Margaret, nauw in de gaten gehouden en stuurt dan Margaret naar de wedstrijd met Edward. Stacy en Kevin worden gedwarsboomd door Brianna die, uit afgunst, knoeit met het keukengerei om Stacy te saboteren, maar toch wint het paar de eerste prijs. De meisjes onthullen alles en Margaret ziet af van de kroon, terwijl Stacy trouwt met Edward, en iedereen leeft nog lang en gelukkig.

## Rolverdeling
| Acteur           | Personage                                                  |
| ---------------- | ---------------------------------------------------------- |
| Vanessa Hudgens  | Margaret Delacourt, hertogin van Montenaro / Stacy De Novo |
| Sam Palladio     | Prins Edward                                               |
| Nick Sagar       | Kevin Richards                                             |
| Mark Fleischmann | Frank De Luca                                              |
| Suanne Braun     | Mevrouw Donatelli                                          |
| Alexa Adeosun    | Olivia Richards                                            |
| Sara Stewart     | Koningin Caroline                                          |
| Pavel Douglas    | Koning George                                              |
| Amy Griffiths    | Brianna                                                    |

## Productie
In juni 2018 werd bekendgemaakt dat Vanessa Hudgens en Sam Palladio zouden schitteren in de Netflix-film The Princess Switch.
De hoofdfotografie eindigde in juni 2018.  Het grootste deel van de film werd gefilmd in Roemenië.

## Lancering
De film is gelanceerd op 16 november 2018 door streamingdienst Netflix.